# 社会主义民主党
社会主义民主党（土耳其语：Sosyalist Demokrasi Partisi）是土耳其的一个已不存在的共产主义政党。该党成立于2002年8月28日，解散于2015年9月1日。该党的意识形态是共产主义、马克思列宁主义、格瓦拉主义。该党的领导人是Rıdvan Turan。该党的总部位于安卡拉。该党是人民民主大会的成员。2014年，该党有215名成员。